# Pivdenne
Pivdenne (ukrainsk: Південне, russisk: Пивденное) er en by i Kharkiv rajon i Kharkiv oblast (provins) i Ukraine. Byen ligger  18 kilometer sydvest for Kharkiv, og er hjemsted for administrationen af Pivdenne urban hromada, en af Ukraines hromadaer.
Byen har en befolkning på omkring 7.394 (2021).